# Stolbud
Zjednoczenie Przemysłu Stolarki Budowlanej „Stolbud” – organ zarządzania branżą w okresie PRL (1954–1982), z siedzibą w Warszawie. Następnie funkcjonowało jako Krajowe Zrzeszenie Producentów Stolarki Budowlanej i Obiektów Kubaturowych „Stolbud” (1982–1987).

## Jednostki organizacyjne zjednoczenia
- Zakład Stolarki Budowlanej „Stolbud”, Bydgoszcz, zlikwidowany
- Zakłady Stolarki Budowlanej „Stolbud”, Ciechanów, ostatnio Fabryka Domów „Stolbud” S.A., Ciechanów, zlikwidowana w 2005
- Zakłady Stolarki Budowlanej „Stolbud”, Gdańsk, obecnie Stolbud Zakład Stolarki Budowlanej Sp. z o.o.
- Zakład Stolarki Budowlanej „Stolbud”, Gniezno, obecnie „Polokna” Zakład Stolarki Budowlanej Sp. z o.o.
- Zakłady Stolarki Budowlanej „Stolbud”, Gorzów Wielkopolski, „Stolbud” Gorzów Wlkp Okna i Drzwi S.A. 1948–2002, w upadłości
- Zakłady Stolarki Budowlanej „Stolbud”, Grybów, obecnie Goran Sp. z o.o., Grupa Stolbud Pruszyński
- Zakłady Stolarki Budowlanej „Stolbud”, Mikołajki, zlikwidowane
- Zakłady Stolarki Budowlanej „Stolbud”, Namysłów, zlikwidowane w 2003
- Zakład Stolarki Budowlanej „Stolbud”, Płock, zlikwidowane w 1997
- Zakłady Stolarki Budowlanej „Stolbud”, Ruszów, obecnie Przedsiębiorstwo Stolbud Sp. z o.o.
- Zakłady Stolarki Budowlanej „Stolbud”, Sokółka, obecnie Sokółka Okna i Drzwi S.A., grupa Inwido AB
- Zakłady Stolarki Budowlanej „Stolbud”, Sępólno Krajeńskie, ostatnio Haste Concept Sp. z o.o., zlikwidowana w 2003
- Zakłady Stolarki Budowlanej „Stolbud”, Tuchola, obecnie Heban domy z drewna Sp. z o.o.
- Zakłady Stolarki Budowlanej „Stolbud”, Warszawa, obecnie „Stolbud” Warszawa Sp. z o.o.
- Zakłady Stolarki Budowlanej „Stolbud”, Włoszczowa, obecnie Stolbud Włoszczowa S.A.
- Zakłady Stolarki Budowlanej „Stolbud”, Wołomin, zlikwidowane

- Fabryka Stolarki Budowlanej „Stolbud”, Wrocław, ostatnio Stolbud S.A., zlikwidowany w 2003
- Biuro Zbytu Stolarki Budowlanej „Stolbud”, Warszawa, obecnie nie istnieje
- Centralny Ośrodek Badawczo-Rozwojowy Przemysłu Stolarki Budowlanej „Stolbud”, Wołomin
- Zakłady Mechaniczne Przemysłu Stolarki Budowlanej „Stolbud”, Baboszewo, zlikwidowane